# UEB 32642
'UEB 32642', vertrieben unter dem Markennamen opal®, ist eine diploide Sorte des Kulturapfels (Malus domestica). Die Sorte wurde 1991 am Institut für experimentelle Botanik der Universität Prag gekreuzt. Sie verbindet die Krankheitsresistenz von Topaz mit dem Ertrag und Geschmack von Golden Delicious.

## Beschreibung
Sommelier Henry Sams beschreibt opal® als Apfel, mit einem zarten, cremegelben Fruchtfleisch, fest und kompakt, der im Geschmack an Quitte mit einem Hauch von Birne erinnert. Das Fruchtfleisch ist gelblich und fein- bis mittelzellig. Es besitzt eine geringe Aktivität des Enzyms Polyphenoloxidase, wodurch das Fruchtfleisch nach dem Anschneiden nicht verbräunt. Die Schale ist gelb bis gelb-orange und kann berostet sein. Der Baum wächst mittelstark mit einer schwach wachsenden Mitte. Gute Verzweigung mit dichtem Blattwerk. Kurzes Fruchtholz.

## Anbau
'UEB 32642' bevorzugt Boden- und Klimabedingungen ähnlich 'Golden Delicious'. Die Sorte benötigt ein Weinbauklima. 'UEB 32642' blüht reichlich und weist eine geringe Alternanz auf. Der Apfel ist in Europa etwa Anfang Oktober pflückreif und zwei Wochen nach der Ernte genussreif. 'UEB 32642' besitzt Rvi6-Resistenz gegen Schorf und ist tolerant auf Feuerbrand, was in der Produktion ein deutlicher Vorteil gegenüber 'Golden Delicious' ist. Der Apfel trägt schon früh Ertrag und weist eine hohe Produktivität auf.

## Geschichte
'UEB 32642' genießt seit 2005 Patentschutz in den USA und seit 2006 europäischen Sortenschutz. Die Sorte wird als Clubsorte unter dem Namen opal® vertrieben. Im Jahr 2022 wird opal® auf dem europäischen Markt hauptsächlich in Frankreich, Italien und Spanien vertrieben.